# 86-DOS
86-DOS is een besturingssysteem, ontworpen door Seattle Computer Products voor de Intel 8086-processorserie en uitgebracht in 1980. De application programming interface (api) vertoonde grote gelijkenis met het toen populaire CP/M. Microsoft kocht hiervoor een licentie en ontwikkelde het verder tot IBM PC-DOS zodat het gebruikt kon worden op de IBM Personal Computer die kort daarna op de markt kwam.
Uiteindelijk zou MS-DOS hieruit voortkomen.